# Archdeacon of Westminster
Archdeacon of Westminster (deutsch auch Erzdiakon oder Archidiakon von Westminster) war ein Amt in der katholischen Kirche in England und ist ein Amt in der Kirche von England.

## Katholisches Amt
Zuerst wurde das Amt im Jahr 1246 erwähnt und der erste bekannte katholische Archidiakon war Richard Crokesley. Es wird jedoch vermutet, dass das Amt bereits zuvor existierte. Als ein Ursprung des katholischen Amtes wird die Tätigkeit des Abt von Westminster Gervase (1138–1157), als ein anderer die Heiligsprechung von König Edward, genannt. Die archidiakonale Jurisdiktion ist durch ein Schreiben des Papstes Clemens III. von 1189 und eine Urkunde des Erzbischofes Stephen Langton aus dem Jahre 1222 belegt.
Die Aufgabe des Amtsinhabers des Archdeacon war die Ausübung der Jurisdiktion über die Gemeinde St. Margaret und Teile des anliegenden Palastgeländes. Diese Gerichtsbarkeit wird auch archdiaconal court genannt und das Gebiet wurde archdeaconry of Westminster genannt. Die Gerichtsbarkeit beschäftigte sich unter anderem mit Eherecht und Testamenten, jedoch nur von freien Menschen. Andere Themen, die das Gericht des Archdeacon beschäftigten, waren unter anderem Meineid, Gewaltdelikte gegenüber Klerikern und Wucher. Die Jurisdiktion war so ausgeprägt, dass andere gleichrangige Gerichtsbarkeiten um Amtshilfe bitten mussten, um Personen im Gebiet der Herrschaft des Archdeacon vor Gericht zu bringen.
Der Erzdiakon war auch der oberste administrative Beamte des administrativen Gebietes von Westminster. Dieses Gebietes ging von der King Street zur Tothill Street, Strutton Ground und Horseferry Road. Ebenso hatte der Archidiakon das Recht jederzeit in den Westminster Palace und andere Teile des Gebietes zu gehen, um seinen Pflichten nachzugehen. Eine weitere Rolle des Erzdiakons war traditionell die der Exkommunikation und dessen Publikation.

## Anglikanisches Amt
Auch in der anglikanischen Kirche wurde das Amt des Archidiakon beibehalten. Normalerweise wird ein Archidiakon eines Gebietes vom zuständigen Bischof ernannt. Der Archidiakon von Westminster ist eine Ausnahme, er wird vom Dekan von Westminster aus der Zahl der Kanoniker gewählt. Seit der Abschaffung der exemten Jurisdiktion des Archidiakonat ist es ein rein tituläres Amt. Aktuelle Amtsinhaberin ist Patricia Hillas. In ihrem Amt als Archidiakonin nahm Hillas ex officio an der Krönung von Charles III. teil.